# Campanula foliosa
Campanula foliosa är en klockväxtart som beskrevs av Michele Tenore. Campanula foliosa ingår i släktet blåklockor, och familjen klockväxter. Inga underarter finns listade i Catalogue of Life.